# Федоров Валентин Васильович
Валентин Васильович Федоров (рос. Валентин Васильевич Фёдоров; нар. 11 квітня 1911, Санкт-Петербург, Російська імперія — пом. 4 грудня 1981, Ленінград, РРФСР) — радянський футболіст та тренер, виступав на позиції півзахисника. Заслужений майстер спорту СРСР (1943), заслужений тренер РРФСР (1965).

## Клубна кар'єра
Корінний петербуржець, один з найсильніших футболістів СРСР передвоєнного періоду. У 1929 році розпочав футбольну кар'єру в складі ленінградсько «Піщевкусу», а в 1931 році перейшов до ленінградського «Динамо». Учасник Німецько-радянської війни. По завершенні війни продовжив виступи в ленінградському «Динамо», але вже незабаром завершив кар'єру футболіста. У чемпіонатах СРСР провів за команду 100 матчів, забив 3 м'ячі (за іншими даними - 117 матчів і 4 голи).

## Кар'єра в збірній
Виступав у збірній Ленінграду. Чемпіон Російської РФСР 1932 року. Учасник матчів з командами Туреччини, Праги, Басконії. За збірну СРСР провів 4 неофіційних матчі (1934-1935).

## Кар'єра хокеїста
Також грав у хокей з м'ячем (чемпіон СРСР 1935). У 1936 році потрапив у список 22 найкращих гравців сезону.
Після війни був одним з організаторів хокею з шайбою, був граючим головним тренером ленінградського «Динамо» (1946-1950).

## Кар'єра тренера
У 1950 році розпочав кар'єру футбольного тренера. Спочатку допомагав тренувати ленінградське «Динамо». Також працював тренером у ФШМ Ленінград (1950—1959). Потім самостійно очолював «Спартак» (Ленінград), «Зеніт» (Ленінград), «Чорноморець» (Одеса) та «Терек» (Грозний). У 1970-ті роки займався створенням експозиції про розвиток футболу в Музеї історії Ленінграда. З 1971 по липень 1972 року — головний тренер «Динамо» (Ленінград), у 1972 році також працював директором ленінградських «динамівців». Помер 4 грудня 1981 року в Ленінграді.

## Пам'ять
З 1986 року приз пам'яті Федорова розігрували команди районних УВС Ленінграда. У 1992 році відбувся турнір на Кубок Федорова серед команд 2-ї ліги.

## Досягнення

### Тренерські досягнення
- Клас Б СРСР, група 1
  -  Срібний призер (1): 1962

### Відзнаки
- Майстер спорту СРСР (1943)
- Заслужений тренер РРФСР (1965)